# Iglesia de San Francisco (La Serena)
La Iglesia de San Francisco es un templo católico ubicado en la ciudad chilena de La Serena. Su estructura es altamente representativa de la arquitectura hispanoamericana de fines de siglo XVI y constituye uno de los más antiguos edificios religiosos de aquella época.

## Historia
Su origen data del año 1563 con el establecimiento de la Orden Franciscana en La Serena. Fray Cristóbal Ravaneda y Juan Torrealba levantaron entonces un oratorio y una casa de adobe. En el año 1590 Fray Francisco Medina, Juan Carbero y Francisco Román iniciaron la construcción de la iglesia actual con su frontis barroco, muros de hasta 1,20 m de ancho de piedra caliza. Se utilizaron arcos de medio punto y contrafuertes. El 25 de diciembre de 1627 fue inaugurada con el título de Nuestra Señora de la Buena Esperanza, la cual iba a conocer varias modificaciones a través del tiempo. 
En el siglo XVII La Serena sufrió el ataque de varios corsarios, como el del inglés Bartolomé Sharp en el año 1680 quién asoló casi toda la ciudad, excepto algunos sectores y esta iglesia. El terremoto de Valparaíso de 1730 causó daños en la techumbre. Se terminó de restaurar en 1755. En 1735 su convento empezó a funcionar como casa estudios superiores de la Orden. Su estructura nuevamente sería afectada por otro terremoto en 1796 en la que se desplomó parte de la torre, quedando esta en peligro.
En 1823 los franciscanos fueron expulsados del país y sus bienes confiscados.
El auge minero producido en la primera mitad del siglo XIX debido al descubrimiento del mineral de Arqueros y la minería del cobre, entre otros, estimuló la construcción arquitectónica, remodelándose la Iglesia sucesivas veces. En su claustro, el año de 1827 comenzó a funcionar la Casa de Moneda de Coquimbo, establecimiento y proyecto que tuvo corta vida.
Hacia 1840, sus instalaciones fueron utilizadas como cuartel militar. Durante los combates del sitio de La Serena en 1851 su torre resultó severamente dañada. En 1858 fue devuelta parte del claustro a la orden franciscana.
En 1870 se remplazó el techo de tejas por otro de tejuela de madera. Posteriormente en 1878 la iglesia sufrió varias modificaciones bajo la administración del padre Madariaga. Se demolió parte de la torre de sillares, quedando de la estructura antigua el dado y el primer cuerpo. Sobre esta se construyó una alta sobreestructura de madera cuya cruz se alzaba 55 m sobre el suelo. Su planta hasta entonces de cruz latina pasó a ser de tres naves bajo un solo techo, adjuntándose a la nave principal dos cuerpo adyacentes. Se modificó la fachada, incorporando tres puertas simétricas, todo en estilo neo-renacentista. El templo renovado fue inaugurado el 1 de octubre de 1899. 
Como otros templos de Chile, en 1913 se estucó la torre y la fachada, pero el terremoto de 1922 destruyó la torre del padre Madariaga. En 1923 se levantó una nueva torre, esta vez en hormigón armado. El sismo de 1975 dejó la iglesia en muy mal estado obligando a cerrarla al público. En 1976 fue demolida la torre de concreto y se inició la restauración de la iglesia con la remoción de estucos en fachadas e interiores. En 1977 se reabrió al culto la mitad anterior de la iglesia mientras seguían las labores de restauración. El muro desaplomado del ábside ha sido reconstruido, el arco toral y las vigas tirantes mudéjares han sido repuestas. Se reconstruyó también el remate original de la torre sobre los dos cuerpos previamente existentes. En la sacristía se ha instalado un museo de arte religioso con objetos sacros. 
La iglesia de San Francisco fue declarada Monumento Nacional el 14 de diciembre de 1977.